# Hallå i P3
Hallå i P3 var ett radioprogram i Sveriges Radio P3 som sändes 1995. Programmet bestod i ett telefonväkteri där lyssnarna bestämde innehållet. Programledare var Filip Struwe. Med Hallå tog P3 åter upp en gammal tradition med telefonväkterier i P3, efter Karlavagnen som började sända ett par år tidigare i Sveriges Radio P4. Efter Hallå fortsatte programidén i P3 med bland annat Kvällspasset. År 2000 fick programmet också en uppföljare i och med Ring P1.

## Senare program med samma namn
Sommaren 2008 återkom ett program med namnet Hallå P3. Då fick allmänheten möjlighet att ställa frågor via telefon eller e-post till en mer eller mindre känd svensk person.
I början av 2009 återkom åter ett program med namnet Hallå P3. Det sändes från Malmö och från Göteborg onsdag och torsdag. Programledare var Åsa Karlsson, Nana Håkansson och Soraya Hashim.